# Admiral Graf Spee (tàu tuần dương Đức)
Admiral Graf Spee là một trong những tàu chiến nổi tiếng nhất của Hải quân Đức trong Chiến tranh thế giới thứ hai, cùng với thiết giáp hạm Bismarck. Kích cỡ của nó bị giới hạn như một tàu tuần dương bởi Hiệp ước Versailles, nhưng nó được vũ trang mạnh hơn mọi tàu tuần dương đương thời do những kỹ thuật tiết giảm trọng lượng đầy sáng tạo được áp dụng khi chế tạo nó.
Nó được gửi đến Nam Đại Tây Dương vào năm 1939 trong nhiệm vụ cướp tàu buôn, nơi nó đánh chìm chín tàu buôn Đồng Minh với tải trọng tổng cộng 50.089 tấn. Nhiều đội đặc nhiệm Anh Quốc được bố trí để săn tìm nó, và cuối cùng ba tàu tuần dương Anh và New Zealand bắt gặp nó vào tháng 12 năm 1939. Trận River Plate diễn ra sau đó, khi mà Graf Spee bị hư hại. Nó tiến vào cảng trung lập Montevideo thuộc Uruguay để sửa chữa, nhưng theo luật quốc tế bị buộc phải lên đường trong vòng 72 giờ. Phải đối đầu với cái mà ông tin là một ưu thế áp đảo của đối phương, thuyền trưởng đã ra lệnh đánh đắm tàu của mình hơn là liều lĩnh với mạng sống của thủy thủ dưới quyền.

## Thiết kế và chế tạo
Admiral Graf Spee là một tàu chiến thuộc lớp Deutschland. Được hạ thủy vào năm 1934, nó được đặt tên theo vị Phó Đô đốc Bá tước (Graf) Maximilian von Spee thời Thế Chiến I, người đã cùng với hai con trai tử trận trong Trận chiến quần đảo Falkland thứ nhất vào ngày 8 tháng 12 năm 1914. Nó là chiếc tàu chiến thứ hai được đặt tên theo ông; chiếc đầu tiên là tàu chiến-tuần dương thời Thế Chiến I SMS Graf Spee vốn chưa được hoàn tất. Buổi lễ hạ thủy diễn ra vào ngày 30 tháng 6 năm 1934, với bài diễn văn chính của Đô đốc Tổng tư lệnh Hải quân Đức Erich Raeder, và nó được đỡ đầu bởi Gräfin Huberta von Spee, con gái Phó Đô đốc von Spee.
Trước khi Admiral Graf Spee được chính thức đặt tên, nó thường được gọi là Panzerschiff C (tàu bọc thép C) hoặc Ersatz Braunschweig, do nó sẽ nhằm thay thế cho chiếc thiết giáp hạm cũ SMS Braunschweig trong hạm đội. Phí tổn chế tạo nó là 82 triệu Reichsmark.
Sau Chiến tranh thế giới thứ nhất, việc đóng tàu chiến chủ lực thay thế cho Hải quân Đức bị giới hạn bởi Hiệp ước Versailles trong phạm vi tải trọng 10.000 tấn và cỡ pháo 11 inch (280 mm). Kỹ thuật hàn hồ quang bằng điện được sử dụng trong việc chế tạo nó thay vì sử dụng đinh tán truyền thống, nhờ đó tiết kiệm được trọng lượng đáng kể do không đòi hỏi chồng mép những tấm thép theo cách cổ điển. Ngoài ra, tám động cơ chính của Graf Spee là kiểu động cơ diesel, một cấu hình khác thường vào thời đó, góp phần vào việc tiết giảm trọng lượng. Trọng lượng dôi ra cho phép nó mang một dàn pháo chính có cỡ nòng lớn hơn nhiều so với một tàu tuần dương hạng nặng vào thời đó, trong khi lại có trọng lượng choán nước gần với giới hạn được quy định trong Hiệp ước Versailles; khiến cho người Anh xếp loại nó, cùng với hai tàu chị em Deutschland (sau đổi tên thành Lützow) và Admiral Scheer, như những thiết giáp hạm bỏ túi. Một năm sau khi Admiral Graf Spee bị mất, Hải quân Đức xếp lớp lại những con tàu chị em từ tàu bọc thép (Panzerschiffe) thành tàu tuần dương hạng nặng.
Không giống như những động cơ hơi nước, dầu đốt thô phẩm chất kém cần phải được xử lý trước khi có thể sử dụng cho động cơ diesel. Thường thì một hệ thống chiết tách sẽ làm sạch nhiên liệu và chứa trong sáu thùng chứa nhiên liệu đặt gần động cơ. Máy chiết tách sử dụng hơi nước áp lực cao cung cấp bởi một phòng nồi hơi đặt giữa các sàn tàu, phía sau ống khói và bên trên sàn bọc thép.
Ở khía cạnh kỹ thuật, Admiral Graf Spee là một con tàu đi trước thời đại, là chiếc tàu chiến đầu tiên của Hải quân Đức được trang bị radar Seetakt.

## Lịch sử hoạt động

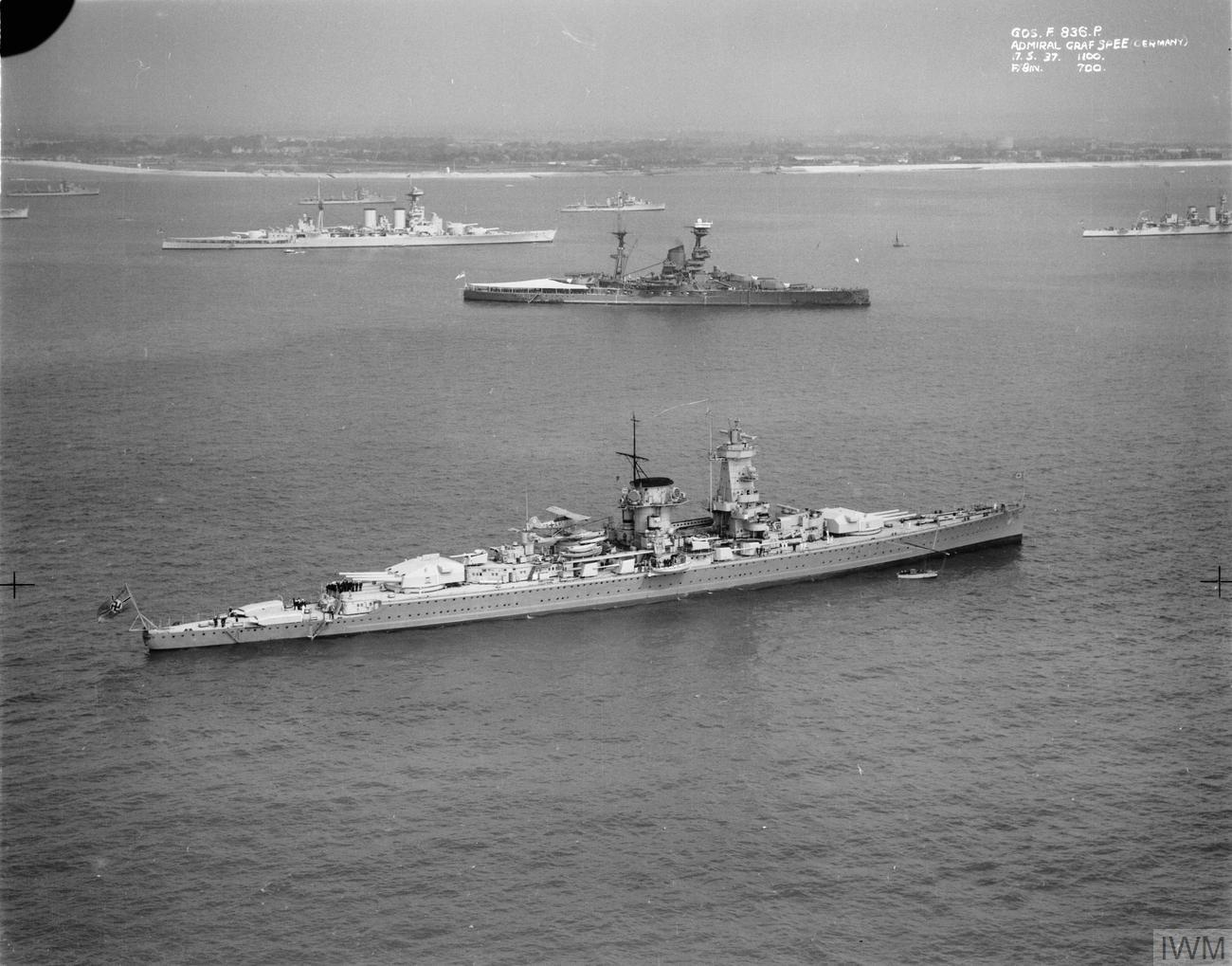
Admiral Graf Spee trong cuộc duyệt binh hạm đội năm 1937 tại Spithead. Phía sau là thiết giáp hạm HMS Resolution và tàu chiến-tuần dương HMS Hood

Sau khi đưa ra hoạt động vào năm 1936, Admiral Graf Spee phục vụ như là soái hạm của hạm đội cho đến năm 1938, và đã thực hiện nhiệm vụ tuần tra kiểm soát hàng hải quốc tế ngoài khơi bờ biển Tây Ban Nha trong cuộc Nội chiến Tây Ban Nha. Vị chỉ huy cuối cùng của Graf Spee là Đại tá Hải quân Hans Langsdorff, một sĩ quan hải quân dày dặn kinh nghiệm từng tham gia trận Jutland, đã tiếp nhận quyền chỉ huy con tàu vào ngày 1 tháng 11 năm 1938.
Kế hoạch đặt ra trước khi chiếm đóng Ba Lan dự định bố trí các Panzerschiffe trong hoạt động cướp tàu buôn tại Đại Tây Dương. Admiral Graf Spee khởi hành từ Wilhelmshaven vào ngày 21 tháng 8 năm 1939, ba ngày trước khi ký kết Hiệp ước Molotov-Ribbentrop, để hoạt động cướp tàu buôn tại Nam Đại Tây Dương. Langsdorff vạch ra một lộ trình vốn chỉ cắt ngang các tuyến đường hàng hải quan trọng vào ban đêm để tránh bị phát hiện. Được hỗ trợ bởi tàu tiếp liệu cho nó, tàu chở dầu Altmark, nhiệm vụ dành cho Admiral Graf Spee là đánh chìm các tàu buôn đối phương, nhưng né tránh đụng độ với các lực lượng đối địch vượt trội, nhằm đe dọa những tuyến đường tiếp liệu mang tính sống còn đối với Đồng Minh, thu hút những đơn vị Hải quân Hoàng gia Anh ra khỏi vị trí thuộc các mặt trận khác trên thế giới. Graf Spee nhận được mệnh lệnh vào ngày 26 tháng 9 năm 1939 để "tiến hành tích cực cuộc chiến tranh hàng hải."
Vào ngày 30 tháng 9 chiếc tàu hàng chạy hơi nước Anh Clement 5.050 tấn trên đường từ New York đến Salvador, Brasil đã bị ngăn chặn và đánh chìm ngoài khơi Brasil với 20.000 thùng dầu K.O.. Graf Spee đã thông báo trên vô tuyến về tọa độ của những thuyền cứu sinh của Clement nên thuyền trưởng cùng với thủy thủ đoàn đã an toàn trên chiếc tàu hơi nước Hy Lạp trung lập Papalemos vài ngày sau đó. Chiếc tàu hàng chạy hơi nước Anh tải trọng 4.650 tấn Newton Beach với một chuyến hàng chở ngô bị Graf Spee ngăn chặn vào ngày 5 tháng 10, và Newton Beach đã phục vụ như tàu chở tù binh với thủy thủ đoàn của Graf Spee cho đến ngày 8 tháng 10. Chiếc tàu hàng chạy hơi nước Anh Ashlea 4.222 tấn với một chuyến hàng chở đường bị ngăn chặn và đánh chìm vào ngày 7 tháng 10. Tàu biển chở khách Anh 8.196 tấn Huntsman chở chè bị ngăn chặn vào ngày 10 tháng 10, và trở thành tàu chở tù binh thay thế. Graf Spee sử dụng máy vô tuyến của Huntsman để gửi một thông điệp đánh lừa rằng Huntsman bị một tàu ngầm tấn công ở một tọa độ khác. Huntsman bị đánh chìm sau khi tù binh được chuyển sang chiếc Altmark vào ngày 17 tháng 10. Graf Spee đã xả súng máy vào cầu tàu và sàn tàu trên của chiếc tàu hàng hơi nước Anh Trevanion 5.299 đang chở quặng tuyển vào ngày 22 tháng 10 khi con tàu này tìm cách đánh điện cầu cứu.

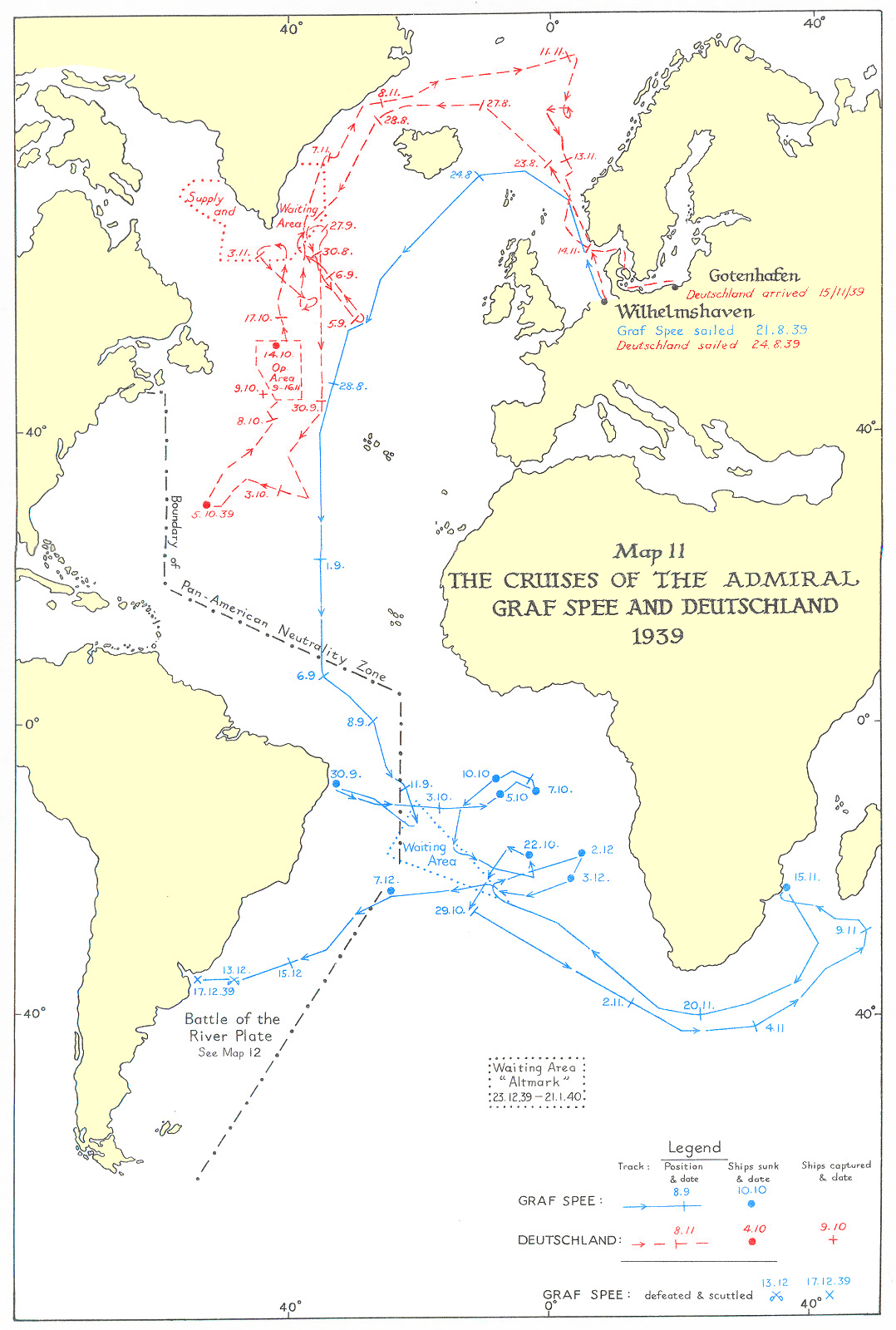
Hành trình của Admiral Graf Spee với những con tàu bị nó đánh chìm

Graf Spee đi vào Ấn Độ Dương vào ngày 28 tháng 10 và đã đánh chìm chiếc tàu dầu Africa Shell (không chở hàng) trong eo biển Mozambique vào ngày 15 tháng 11. Nó quay trở lại Nam Đại Tây Dương và đã đánh chìm tàu biển chở hành khách của hãng Blue Star tải trọng 10.086 tấn Doric Star vào ngày 2 tháng 12 với một chuyến hàng gồm thịt, bơ sữa và len. Doric Star đã đánh điện khẩn cấp và phá hoại động cơ để không thể bị chiếm giữ. Graf Spee tiếp tục đánh chìm Tairoa đang chở thịt, len và chì vào ngày 3 tháng 12 sau khi chiếc tàu hơi nước tải trọng 7.983 tấn này đánh điện cấp cứu. Tàu hơi nước Streonshalh tải trọng 3.895 tấn chở lúa mì bị đánh chìm vào ngày 9 tháng 12. Thuyền trưởng Hans Langsdorff đã tuân thủ chặt chẽ luật hải chiến vào thời đó, và đã cứu vớt mọi thành viên thủy thủ đoàn của những con tàu bị đánh chìm, không có người nào thiệt mạng trong các vụ đánh chìm này. Những thủy thủ bị bắt giữ được chuyển sang tàu chở dầu Altmark. Sau đó, 303 thủy thủ đã được tàu khu trục HMS Cossack giải thoát tại vùng biển trung lập Na Uy trong sự kiện Altmark.
Trong khi được bố trí như một tàu cướp tàu buôn, Admiral Graf Spee được thợ mộc trên tàu ngụy trang với một tháp pháo "B" giả bố trí thượng tầng bên trên tháp pháo chính "A", một ống khói giả phía sau máy phóng thủy phi cơ, và bằng cách sơn một cấu trúc thượng tầng hình tháp trông như một cột ăn-ten ba chân. Những làn sóng giả phía mũi tàu được sơn lên thân nhằm đánh lừa các quan sát viên trong việc ước lượng tốc độ của con tàu.

### Trận River Plate
Hải quân Anh cho thành lập tám đội đặc nhiệm tại Đại Tây Dương và một tại Ấn Độ Dương để săn tìm Admiral Graf Spee, với tổng cộng ba thiết giáp hạm, hai tàu chiến-tuần dương, bốn tàu sân bay và 16 tàu tuần dương (bao gồm nhiều tàu chiến Pháp). Có thêm những đội khác được tập họp sau đó.
Vào ngày 13 tháng 12 năm 1939, nó bị Đội đặc nhiệm Săn tìm G Anh bắt gặp, bao gồm tàu tuần dương hạng nặng HMS Exeter trang bị pháo 8 inch (203 mm) và các tàu tuần dương hạng nhẹ trang bị pháo 6 inch (152 mm) HMS Ajax và HMS Achilles (thuộc Phân đội New Zealand), và trận River Plate đã diễn ra sau đó. Trong trận chiến, Admiral Graf Spee gây hư hại nặng cho Exeter, buộc nó phải rút lui khỏi cuộc đối đầu; rồi sau đó một quả đạn pháo của Graf Spee đã gây một số thương vong cho chiếc Achilles. Đổi lại, Admiral Graf Spee bị đạn pháo 6 inch của các tàu tuần dương hạng nhẹ bắn trúng liên tục, gây hư hại đáng kể cho cấu trúc thượng tầng. Lúc khoảng 6 giờ 38 phút, một quả đạn pháo 8 inch của Exeter đã xuyên thủng hai lớp sàn tàu, phát nổ trong khu vực ống khói của Graf Spee, gây hư hại đáng kể bên trong phòng máy.
Trước đó, một quả đạn pháo 8 inch của Exeter đã bắn trúng phòng nồi hơi, khiến hệ thống chiết tách nhiên liệu ngừng hoạt động. Máy trưởng, Trung tá Hải quân Klepp báo cáo với Thuyền trưởng rằng họ không thể sửa chữa những hư hỏng đó ngoài biển. Klepp ước lượng con tàu còn có 16 giờ chạy tàu bằng số nhiên liệu đã được làm sạch trước đó trong các thùng chứa. Họ không thể thay thế số nhiên liệu bị tiêu hao nhanh chóng, nên con tàu từ bỏ ý định vượt thoát khỏi những kẻ săn đuổi nó ngoài biển khơi.

### Lần thả neo sau cùng
Admiral Graf Spee tiến vào cảng trung lập Montevideo thuộc Uruguay để sửa chữa. Những hư hại bên ngoài được một trinh sát viên người Anh khảo sát vào ngày 14 tháng 12 năm 1939, đã báo cáo rằng khẩu pháo 6 inch giữa tàu bên mạn trái và máy đo tầm xa không hoạt động, pháo phòng không bên mạn phải dường như không hoạt động, máy bay bị hỏng, có những lỗ thủng do đạn pháo trên tháp chỉ huy và hai lỗ thủng bên dưới mực nước. Tổng cộng, con tàu mang dấu vết của 30–60 phát bắn trúng. Hư hại nghiêm trọng nhất là việc máy lọc bỏ muối bị phá hủy. Nước ngọt rất cần thiết để chạy động cơ diesel; Thuyền trưởng Langsdorff và máy trưởng Klepp đã cẩn thận giữ bí mật việc này. Cho dù những chi tiết đặc biệt này được báo cáo về Bộ chỉ huy Chiến tranh Hải quân (SKL: Seekriegsleitung) vào tháng 1 năm 1940, thông tin sống còn này đã được giữ kín đối với công chúng đến 60 năm.
Một trong những hành động đầu tiên của Langsdorff khi vào đến Montevideo là trả tự do cho 62 thủy thủ của những chiếc tàu buôn mà ông đã đánh chìm trong hành trình trước đó. Trong số chín tàu buôn bị đánh chìm, không có thủy thủ nào thiệt mạng. Tất cả những người được thả đều tán dương cách họ được đối xử và về cá nhân Langsdorff, vốn nói được tiếng Anh hoàn hảo và cho họ mượn những quyển sách tiếng Anh để giết thời gian. Thuyền trưởng Dove của chiếc Africa Shell đã trở thành người bạn của Langsdorff.
Theo Công ước Hague 1907, Admiral Graf Spee không được phép ở lại trong cảng lâu hơn 24 giờ nếu không bị hư hại, và có khả năng bị tịch thu. Ngoài ra, không kể đến điều khoản vừa nêu, Công ước cũng buộc Admiral Graf Spee cho phép các tàu buôn Anh một khoản thời gian 24 giờ nếu như chúng rời cảng, và Lãnh sự Anh tại chỗ đã thu xếp cho các tàu buôn trong cảng lần lượt lên đường với khoảng cách 24 giờ, trong thực tế đã giữ chân Admiral Graf Spee ở trong cảng. Cùng lúc đó, họ tung tin tức về một hạm đội tàu chiến Anh lớn lao đang tập trung về khu vực này. Ngày 14 tháng 12, Bộ trưởng Ngoại giao Anh Millington-Drake chính thức yêu cầu Chính phủ Uruguay chiếm giữ con tàu nếu nó lưu lại cảng lâu hơn 24 giờ, nếu như nó vẫn còn có thể đi biển. Chính phủ Uruguay chiều ý, thông báo rằng nếu Admiral Graf Spee không khởi hành trong vòng 72 giờ kể từ khi cặp cảng, nó sẽ bị chiếm giữ.
Vào ngày 15 tháng 12, 36 người tử trận của con tàu được chôn cất với đầy đủ nghi thức quân sự ở Nghĩa trang Đức ở Montevideo. Trong buổi lễ tang, Đại tá Hans Langsdorff chào theo kiểu hải quân, trong khi tất cả những người chung quanh ông chào theo kiểu của Hitler. Nhiều sĩ quan trên những con tàu bị đánh chìm cũng tham dự lễ an táng những người tử trận.
Một mưu mẹo của các sĩ quan tình báo Anh đã khiến cho Đại tá Hans Langsdorff tin rằng ông đang bị áp đảo về lực lượng, với các tàu sân bay và thiết giáp hạm đang trên đường đến nơi, và con đường thoát của ông đã bị cắt đứt. Trong thực tế chỉ có tàu tuần dương hạng nặng Cumberland đến nơi kịp lúc để tăng cường cho những chiếc đang hiện diện.

Có ba lối ra vào mà Admiral Graf Spee có thể sử dụng để thoát ra biển khơi, và các tàu chiến Anh đang chờ đợi đều đã bịt kín chúng. Đại tá Langsdorff đã thảo luận với Hải quân Đức về những khả năng khác nhau có thể tiến hành, bao gồm tiếp tục chiến đấu, bị chiến giữ tại Montevideo hay đánh đắm con tàu. Adolf Hitler đã đích thân trả lời, tự tay viết những dòng sau đây:
| “ | Tìm mọi cách kéo dài thời gian ở lại trong vùng biển nhằm đảm bảo tự do hoạt động càng lâu càng tốt. Chiến đấu mở đường để đi đến Buenos Aires, sử dụng số đạn dược còn lại. Không để bị chiếm giữ tại Uruguay. Phá hủy con tàu một cách hiệu quả nếu bị buộc phải đánh đắm. | ” |

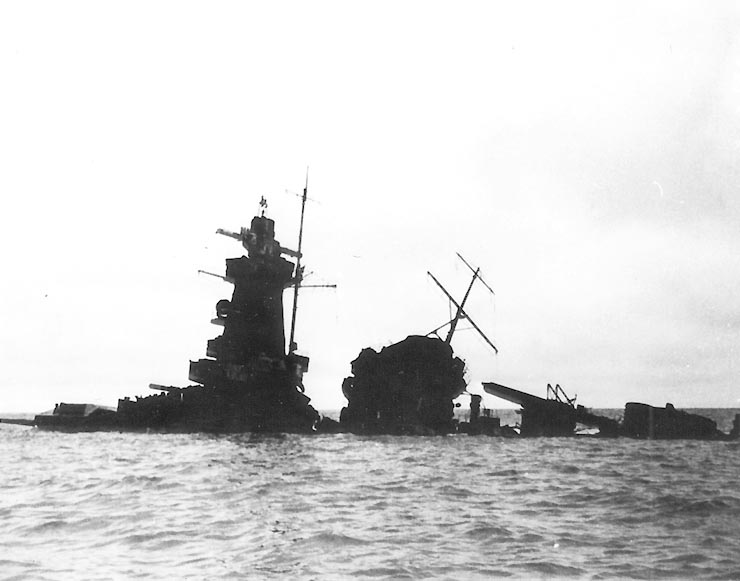
Xác tàu đắm của Graf Spee vào năm 1940

Lúc 18 giờ 15 phút ngày 17 tháng 12 năm 1939, chiếc tàu chiến Đức rời cảng Montevideo; khi mà các tàu tuần dương hạng nhẹ Ajax và Achilles trang bị pháo 6 inch (152 mm) cùng tàu tuần dương hạng nặng Cumberland trang bị pháo 8 inch (203 mm) đang chờ đợi gần đó trong hải phận quốc tế. Tuy nhiên, thay vì tìm cách chiến đấu vượt qua vòng phong tỏa, chiếc tàu chiến Đức chỉ tiến ra bên ngoài cảng, và đến 19 giờ 52 phút, nó tự đánh đắm ở cửa sông tại tọa độ 34°58′18″N 56°18′4″T / 34,97167°N 56,30111°T, nhằm tránh rủi ro cho mạng sống của thủy thủ đoàn trong một trận chiến mà Đại tá Langsdorff dự đoán là một thất bại. Ba ngày sau, Langsdorff quấn mình trong một lá cờ của Đế chế và tự tử bằng cách tự bắn vào mình, có thể là nhằm để chứng minh rằng ông đã không hành động do sự an toàn của riêng mình.

### Bắt giữ thủy thủ đoàn
Một số thủy thủ bị thương đã được giữ lại tại Montevideo, và sau đó cùng với những người bị bắt giữ từ chiếc tàu buôn Đức Tacoma, họ được chuyển đến Cuartel Paso del Rey tại Sarandí del Yí, Durazno nơi có lính bộ binh của Quân khu II canh giữ. Họ tiếp tục ở lại tại đây cho đến khi được chuyển trở lại Montevideo và hồi hương trở về Đức vào năm 1946. Nhiều vật dụng có liên quan đến Admiral Graf Spee được giữ lại tại Bảo tàng Cuartel Paso del Rey ở Sarandí del Yí.

## Việc trục vớt
Ngay sau khi bị đánh đắm tại vùng nước nông, một phần lớn cấu trúc thượng tầng của con tàu vẫn còn nổi bên trên mặt nước, nhưng sau nhiều năm xác tàu đắm bị ngập trong đáy bùn, và hiện nay chỉ đỉnh cột ăn-ten nhô trên mặt nước.
Công việc trục vớt con tàu đầu tiên có thể đã được các nhóm tình báo của Hải quân Hoàng gia Anh thực hiện nhằm khảo sát và thu thập những linh kiện của bộ radar Seetakt tiên tiến vào lúc đó vốn không bị phá hủy vào lúc đánh đắm tàu. Đến cuối tháng 1 năm 1940, thủy thủ Hải quân Hoa Kỳ từ chiếc tàu tuần dương hạng nhẹ Helena đã ghé thăm chiếc Admiral Graf Spee.

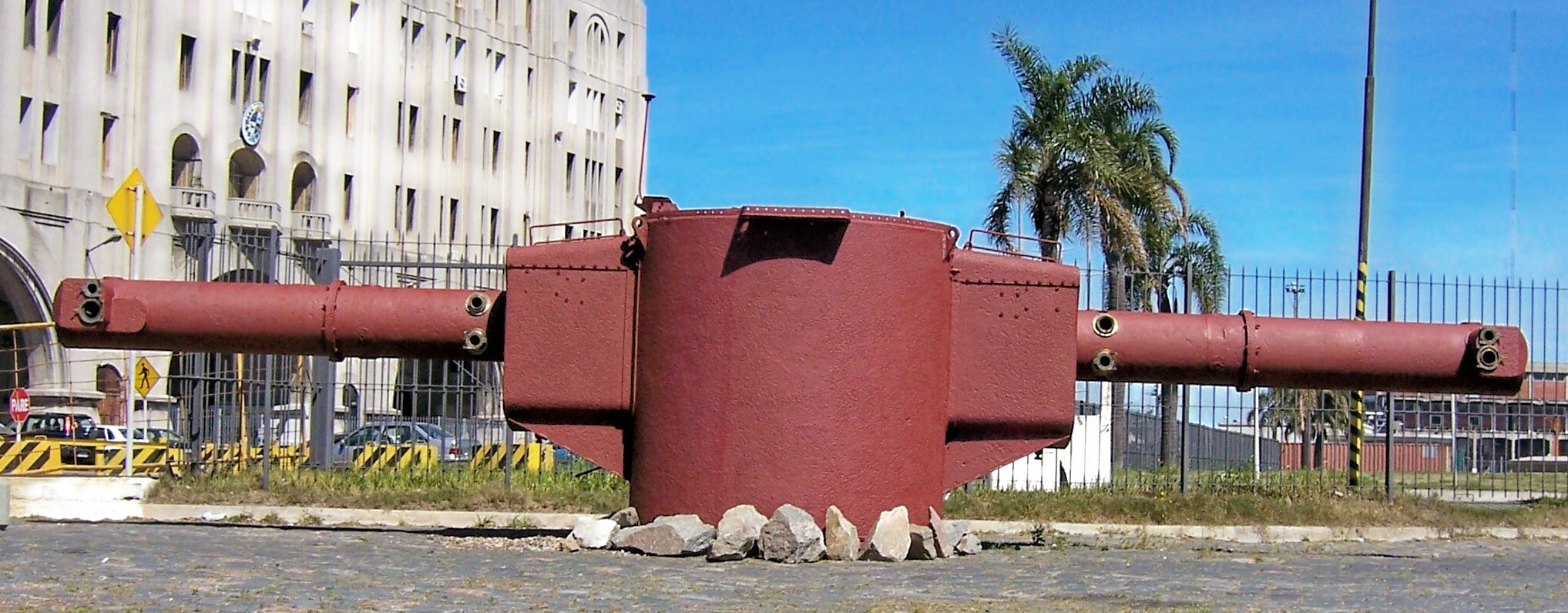
Máy đo tầm xa của Graf Spee được trục vớt

Vào tháng 2 năm 2004, một nhóm trục vớt bắt đầu công việc vớt xác tàu đắm của Admiral Graf Spee. Hoạt động này được tài trợ một phần bởi chính phủ Uruguay, và một phần bởi các tổ chức tư nhân, do xác tàu đắm ngày nay là một mối nguy hiểm đe dọa việc lưu thông hàng hải. Bộ phận quan trọng đầu tiên, máy đo tầm xa của bộ điều khiển hỏa lực nặng 27 tấn được vớt lên vào ngày 25 tháng 2 năm 2004. Đạo diễn phim James Cameron đã quay lại cảnh hoạt động trục vớt. Mỏ neo và máy đo tầm xa của nó hiện đang được trưng bày tại khu vực cảng Montevideo. Người ta ước lượng phải mất nhiều năm mới có thể trục vớt toàn bộ con tàu. Sau khi được trục vớt, người ta dự định phục chế lại con tàu để cho trưng bày tại Bảo tàng Hàng hải Quốc gia ở Buceo gần Montevideo.
Ngày 10 tháng 2 năm 2006, hình con ó biểu trưng cao 2 mét (6,6 ft) của Admiral Graf Spee được tháo khỏi đuôi tàu và được phục hồi. Gần đây, theo một sắc lệnh của Tổng thống Uruguay, mọi hoạt động trục vớt tại vùng biển Uruguay, kể cả với Admiral Graf Spee đều bị ngưng lại vào năm 2009.

## Văn hóa đại chúng
- Việc đánh chìm Graf Spee được mô tả lại trong cuốn phim năm 1956 The Battle of the River Plate do Michael Powell và Emeric Pressburger đạo diễn.[29] Hình ảnh của Graf Spee do chiếc tàu tuần dương hạng nặng Salem của Hải quân Hoa Kỳ thể hiện.[30]